# Военный флот УНР (1917—1919)
Военный флот Украинской Народной Республики, позднее Военный флот Украинской Державы (укр. Український Державний Флот) – флот, созданный в 1917—1918 годы на базе технического имущества Российского Императорского Флота. В диссертации доктора политических наук С. А. Усова флот на Чёрном море в этот период называется Черноморским.

## Флот в период Центральной Рады

### Украинизация флота летом 1917 года
После Февральской революции  национальные политические партии были легализованы. Следствием этого явилось создание 17 марта 1917 года Украинской Центральной Рады, которая провозгласила своей целью образование украинской автономной республики в составе демократической России.
Начиная с этого времени в армии и флоте началась украинизация, которая проявлялась в организации на кораблях и в воинских частях землячеств по национальному признаку. Создавались они путём обмена личным составом с другими кораблями. Временное Правительство сначала отрицательно отнеслось к этой инициативе, но 2 июля одобрило формирование украинских военных частей, но при условии не нарушения единства русской армии и с разрешения военного министра. Сам факт украинизации команды корабля не означал переход корабля в распоряжение украинских властей. Это было перераспределение команд остававшихся в подчинении командованию. Украинизация команд в дальнейшем создала предпосылки для революционных выступлений команд. На тех кораблях или воинских частях, в которых процентный состав украинцев среди личного состава был очень высоким, неукраинцев отправляли служить на другие корабли и с замещали последних украинцами. На судах, где украинцев было меньше, организовывались различные национальные кружки, объединявшие украинцев того или иного корабля.
После того, как в Николаеве был построен линкор «Воля», возникла необходимость перевезти корабль в Главную базу, находившуюся в Севастополе. Офицеры линкора категорически отказались это делать. Противостояние продолжалось две недели. В результате не найдя поддержки ни у одного офицера, который смог бы управлять кораблём, экипаж согласился выполнить приказ контр-адмирала В. Лукина, идти в Севастополь под Андреевским флагом.
 По свидетельству современника:

… На орудийных башнях торчали всевозможные флаги, отражающие политические взгляды и настроения различных группировок, которых было много на борту корабля.

### Октябрьская революция и флот
Осенью власть Временного правительства начинала слабеть, пока в Петрограде не происходит уже Октябрьская революция. В это время украинское движение продолжало разрастаться.
12 октября 1917 года приказом по Черноморскому флоту было предписано на один день поднять украинские национальные флаги на всех кораблях, в крепостях и портах.
15 октября 1917 года Морской Центральной Раде:

Подъём на судах Черноморского флота иного флага, кроме русского, есть недопустимый акт сепаратизма, так как Черноморский флот есть флот Российской республики, содержащийся на средства государственного казначейства. Считаю вашей нравственной обязанностью разъяснить это увлекающимся командам Черноморского флота.— Приказание Ком. Ч.ф. № 4366 от 18.10.1917. – Музей ЧФ РФ, инв. № 6972

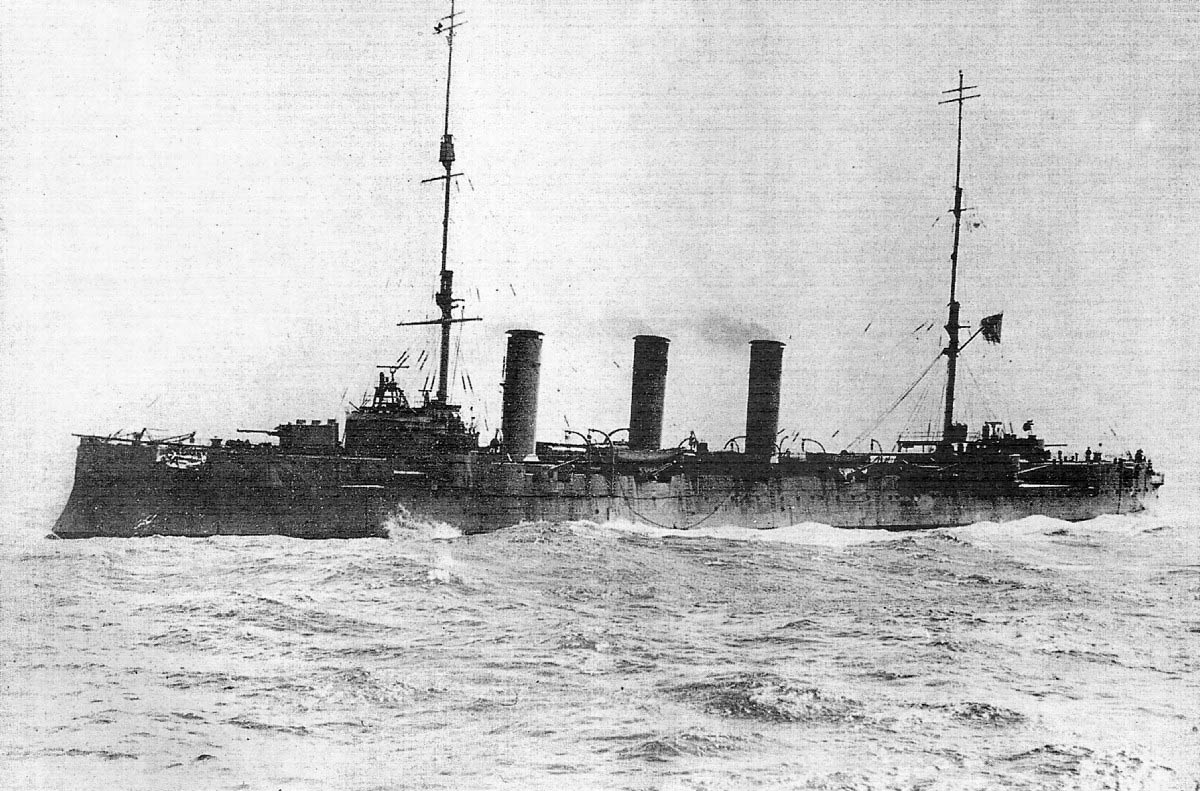
Крейсер «Память Меркурия».

9 ноября 1917 года команда линкора «Георгий Победоносец» приняла резолюцию с признанием власти на Украине в лице Центральной рады «считая её действия справедливыми и законными». Однако корабль украинского флага не поднял.
12 ноября 1917 года большая часть личного состава крейсера «Память Меркурия»(подчинялся Центральной раде с 12 ноября 1917 по 17 января 1918) приняла решение не поднимать Георгиевского флага, а поднять вместо него сине-жёлтый флаг.Но более 200 матросов из команды крейсера отказались продолжать службу под ним и покинули судно. Командующему флотом была передана резолюция, в которой матросы изложили просьбу поднять Андреевский флаг на одном из строящихся крейсеров и продолжить на нём службу.

В связи с поднятием на крейсере «Память Меркурия» украинского флага состоялся официальный уход с крейсера всех матросов-неукраинцев, к которым присоединились все офицеры. Совершилось перенесение единственного во всём русском флоте Георгиевского Андреевского флага, полученного бригом «Меркурий» за геройские дела с турками и унаследованного крейсером.
К борту крейсера была подведена баржа, на которую перешли все великороссы и офицеры, за исключением одного мичмана. Развернули Георгиевский флаг и под звуки музыки отчалили на буксире катера. Съехав на берег, направились в казармы. Сцена была потрясающая, матросы и офицеры плакали. По прибытии на берег флаг, простреленный неприятельскими снарядами, был перенесён в Морское собрание.
Русское слово. — 1917. — 23 ноября.

Так как в прямом распоряжении автономной УНР оказалось уже два корабля, 17 октября в Севастополь был прислан из Киева капитан 2-го ранга Е. Н. Акимов, назначенный по решению 3-го Украинского Военного съезда генеральным комиссаром Центральной Рады при штабе командующего Черноморским флотом. По некоторым данным, украинский войсковой комитет прямо агитировал за полную «украинизацию» Черноморского флота и передачу его Украине на правах собственности.

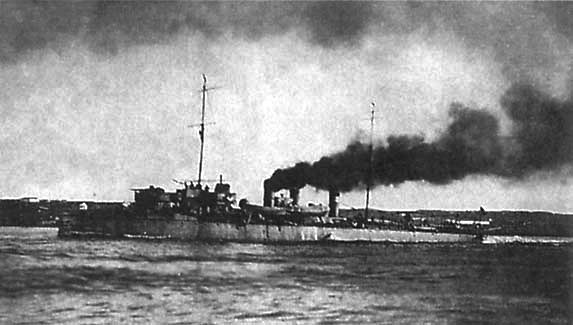
Эсминец «Зоркий», один из украинизированных в 1917 г. кораблей Черноморского флота.

Согласно некоторым сведениям, в это же время были "украинизированы" эсминцы «Зоркий» и «Звонкий» (находились в Севастополе).
В начале ноября 1917 года усилиями Севастопольской украинской черноморской общины был создан морской курень имени Сагайдачного (612 офицеров и матросов), который 24 ноября 1917 года прибыл в Киев. Позднее курень принял участие в боях с большевиками в январе 1918 года, в том числе в боях за завод «Арсенал», где матросы, по воспоминанию современников очень храбро дрались, и понесли очень большие потери. К моменту начала боевых действий в составе куреня оставалось 225 человек, остальная часть соединения ранее была демобилизована. Значительная часть матросов и офицеров куреня попала в плен, 12 или 15 из них — преимущественно офицеры и руководители были позднее расстреляны.
В этот момент, в Севастополе, на флоте и на берегу происходили политические волнения, активно действовали агитаторы различных партий, на берегу, моряки производили расправы над офицерами, под воздействием этих событий моряки быстро меняли свои политические настроения. В декабре 1917 года весь флот перешёл под красный флаг.
В начале декабря 1917 года усилиями украинизированных кораблей (линкор, крейсер, 3 эсминца) была проведена эвакуация из Трапезунда украинизированных частей 127-й пехотной дивизии. Примечательно, что в походе принял участие линкор «Воля». Это была первая, и, как оказалось, последняя операция украинского республиканского флота.

### Военно-морское законодательство периода Центральной Рады
Центральная Рада, несмотря на то, что не имела возможность управлять собственным флотом, всё же организовала собственное военно-морское ведомство. Делами флота во времена Центральной Рады занимался Генеральный Украинский Морской Совет, созданный в начале октября, а с декабря 1917 — Генеральное Секретарство (или Секретариат) Морских Дел. С 23 декабря по 14 марта 1918 года министром морских дел был Дмитрий Антонович, в дальнейшем обязанности морского и военного министров были совмещёнными (по причине ликвидации Секретариата Морских Дел). В составе Генерального Секретарства Морских Дел работали три офицера: подполковник Владимир Савченко-Бельский, бывший командир севастопольского флотского полуэкипажа, ставший директором канцелярии министерства, подполковник по военно-судебному ведомству Вадим Богомолец, ставший юридическим консультантом, и лейтенант Михаил Билинский, ставший заведующим контролем. Директором инженерно-механического отдела стал корабельный инженер Коваленко, в секретариате на разных должностях работали лейтенант Шрамченко и капитан 2-го ранга Акимов. Генеральный Секретариат немедленно включился в деятельность. На первом заседании секретариата, состоявшегося 4 января 1918 года, было сделано заключение, что Украине для охраны морского побережья:

Достаточно двух броненосцев и флотилии миноносцев с командой в 10-12 тыс. матросов. Остальные корабли демобилизовать и обратить в государственный торговый флот, развитие которого лежит в ближайших интересах Украинской Республики. На организацию морского Секретариата и на предварительные расходы, связанные с реорганизацией флота, сейчас требуется 150 тыс. рублей. Постановлено: ассигновать Морскому секретариату на его организацию авансом 150 тыс. рублей.
Оригинальный текст (укр.)досить двох броненосців і флотилії миноносців з командою в 10-12 тис. матросів. Решту кораблів демобілізувати і перетворити в державний торговельний флот, розвиток якого лежить в ближчих інтересах Української Республіки. На організацию Морского секретарства і на попередні видатки, зв’язані з переведенням плану реорганізації флоту, потрібно зараз 150 тис. крб. Постановлено: асигнувати Морському секретарству на його організацію авансом 150 тис. крб.

Принятый закон, в числе других обстоятельств, серьёзно затормозил формирование национального флота, что фактически и оставило его на уровне флота береговой обороны. Однако тогда никто не мог предугадать, какие в апреле будут разворачиваться события вокруг Черноморского флота.
За два дня до принятия этого решения, на предварительном заседании секретариата Д. Антоновичем был разработан закон «Про перевід української фльоти на вільний найм», на 6 следующих лет ставший неотъемлемой основой военно-морской доктрины Украины. Переведением флота на добровольный наём украинское правительство в будущем пыталось обезопасить флот от проникновения в него большевистского элемента.

Первый вариант флага флота УНР от 14.01.1918.

14 января 1918 года Центральной Радой был утверждён разработанный Генеральным Секретарством «Временный закон про флот Украинской Народной Республики», которым весь военный и торговый флот на Чёрном море объявлялся «флотом УНР», тогда же был утверждён военно-морской флаг. Однако закон нёс чисто декларативный характер, ведь в момент его утверждения все без исключения корабли Черноморского флота находились под властью большевиков. Но с этого момента факт появление украинского флота стал законодательно легитимным, что позволит в будущем Украине требовать своего флота. Текст закона про флот Украинской Народной Республики звучал следующим образом:

Украинская Центральная Рада, принимая во внимание великий подвиг и жертвы украинского народа в течение столетий по охране Черноморского побережья, а также тот факт, что южное побережье Чёрного моря по большей мере является украинскими землями, а также, принимая во внимание то, что на государстве лежит обязанность охраны политических и экономических интересов указанного побережья и то, что украинский народ вложил огромный труд в строительство и оснащение Черноморского флота, а также в целях оказания немедленной поддержки Черноморскому флоту, постановила:
- I. Российский флот — военный и транспортный объявляется флотом Украинской Народной Республики и исполняет все обязанности по охране побережья и торговли на Чёрном и Азовском морях. Примечание: Украинская Народная Республика во время демобилизации транспортной флотилии должна вступить в соглашение с республиками, образующимися на черноморском побережье в части раздела торгового флота.
- II. Флагом Украинского морского флота является полотнище в двух: жёлтом и голубом цветах. В поле голубого цвета исторический золотой трезубец времён Киевской Руси Х ст.
- III. Флагом Украинского торгового флота является полотнище в двух, жёлтом и голубом цветах.
- IV. С момента объявления этого приказа все российские военные и транспортные корабли обязаны поднять флаги указанных цветов.
- V. Украинская Народная Республика берёт на себя все обязательства Российского правительства в отношении Черноморского флота и содержания флота и портов.
- VI. Генеральному секретарю по международным делам поручается довести это решение до сведения всех государств.

Оригинальный текст (укр.)Українська Центральна рада, основуючись на великих подвигах і жертвах, подіяних українським народом на протязі віків для охорони Чорноморського побережжя, і тим, що північне побережжя Чорного моря в переважній частині становлять українські землі, а також з уваги на те, що вкраїну спадає обов’язок охорони політичних і економічних інтересів згаданного побережжя і на те, що український народ поклав велику працю в справі утворення і оборудовання Чорноморскої флоти, а також на необхідність негайного підтримання Чорноморскої флоти, ухвалила:

- I. Російська Чорноморська флота — війскова і транспортна — проголошується флотою Української Народної Республіки і виконує всі обов’язки по охороні побережжя і торговлі на Чорному і Азовському морях. Примітка: Українська Народна Республіка під час демобілизації транспортної флотилії має вступити в погодження з республіками, що засновуються на Чорноморському побережжі,відносно поділу торговельної флоти.
- II. Прапором Української війскової флоти є полотнище в двох: жовтому і блакитному кольорах. В кряжі блакитного кольору історичний золотий тризубець часів Українсько-Руської держави Х ст.
- III. Прапором Української торговельної флоти є полотнище в двох, жовтому і блакитному, кольорах
- IV. З часу проголошення цього закону всі російскі війскові і транспортні кораблі на Чорному і Азовскому морях повинні підняти вищезгадані прапори Української Народної Республіки.
- V. Українська Народна Республіка переймає на себе всі зобов’язання Російського уряду щодо Чорноморської флоти і утримання флота та портів.
- VI. Генеральному секретарству міжнародних справ доручається подати цю ухвалу до відома всім державам.

Все эти 3 закона были опубликованы в марте 1918 года; При Гетманате они стали основой украинской военно-морской политики вплоть до конца этого года.

### Дальнейшее развитие событий. Воссоздание республиканского флота
Пока морское министерство УНР оформляло законы о символике и флоте, большевики продолжали захватывать Крым, практически не встречая там никакого сопротивления. Война большевиков с Центральной Радой продолжалась. Делегат от Центральной Рады на переговорах в Брест-Литовске Николай Любинский подписал обращение Центральной Рады с просьбой о военной помощи.
Вскоре между Украиной и странами Четверного союза был подписан мир. Тем временем, срок действия перемирия, которое было заключено немцами и русскими в декабре прошлого года, закончилось. Пока немецкие войска готовились к наступлению на Украине, в правительстве Центральной Рады произошла перестановка кадров. Эта перестановка не принесла украинскому морскому движению абсолютно никакой пользы. В новом правительстве, которое возглавлял председатель Рады народных министров УНР Всеволод Голубович, министерство морских дел как отдельный ведомственный орган ликвидировалось (окончательно вошло в состав военного министерства 14 марта), а обязанности морского министра перенимал на себя военный министр УНР. Непоследовательность действий Центральной Рады в сфере морской и вообще военной политики становилась заметнее с каждым днём.
Начавшееся 18 февраля 1918 года германское наступление было стремительным. Немецкая армия превосходила военные формирования большевиков по всем показателям. В ходе операции «Фаустшлаг» немецкая армия за два месяца заняли территорию Украины. Большевики были разбиты, вскоре они отступили на восток и в Крым. Уже 1 марта немецкая армия вступили в Киев.
3 марта 1918 года большевиками был подписан Брестский мирный договор с Германией.
После прихода на Украину германских войск начались грабежи судостроительных предприятий. Так, 17 марта части 52-го германского корпуса захватили Николаев, закрыли местные заводы, и, рассчитав рабочих, начали вывоз оборудования в Германию. 22 марта 1918 года в городе вспыхнуло восстание против оккупантов, подавление которого сопровождалось террором в отношении мирного населения: почти третья часть города была сожжена.

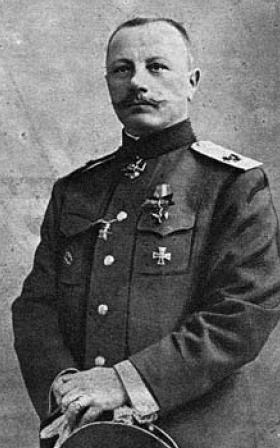
Вице-адмирал Андрей Покровский, адмирал Украинского Державного Флота, главный командир портов Чёрного и Азовского морей, морской министр Украинской Державы.

Приказом по военному ведомству от 27 марта 1918 года был создан район охраны Юго-Западной части Чёрного моря со штабом в Одессе. Были заново сформированы Дунайская и Транспортная флотилии. Начальником района и главным командиром портов Чёрного и азовского морей назначался вице-адмирал Андрей Покровский, в будущем, один из основателей Флота Украинской Державы. Транспортную флотилию возглавил капитан первого ранга Степанов, а Дунайскую — капитан 2 ранга Хомотиян. Комендантом Одесского порта Покровский назначил капитана первого ранга Озерова, а старшим морским начальником в Одессе и начальником отдела морских перевозок — контр-адмирала Владимира Шрамченко. Штаб в Одессе контролировал Николаев и Херсон. Среди кораблей, входивших в состав флотилии, было 3 устаревшие канонерские лодки и некоторое количество вооружённых транспортов и мобилизованных судов, а также тральщиков.
Немного позже была восстановлена деятельность морских авиационных отрядов. Согласно приказу военного министра Жуковского, 22 апреля 1918 года, на технической базе прежнего 3-го дивизиона гидроавиации Чёрного моря был создан 1-й Украинский дивизион гидроавиации Черноморского флота. Там было около 20 учебных и боевых гидросамолётов и летающих лодок. Как отмечает Лубенец А. В., это соединение стало первым соединением украинской морской авиации.
Также при Жуковском была введена присяга, называвшаяся торжественным обещанием. Так Центральная Рада при формальном отсутствии морского министерства обзавелась собственным, пусть и маленьким, но флотом. И хотя Андрей Покровский всё это время находился в Киеве, и он так и не смог выехать в Одессу для принятия командования этим флотом, а созданный флот бездействовал из-за банальной нехватки благонадёжного личного состава.

### События 29 апреля 1918 года
Несмотря на подписание мирного договора между РСФСР и Центральной Радой, правительства советских Донецко-Криворожской и Таврической республик, поддерживаемые большевиками, продолжали сопротивление. Войска Центральной Рады заняли юг Украины, открыв, таким образом, дорогу на Крым. К тому времени, когда в конце апреля к полуострову приблизились отряды Запорожской дивизии армии УНР под командованием полковника Болбочана.
Перед Севастополем передовые части немецких войск были обстреляны; поэтому они не торопились входить в неспокойный город. На склонах гор немцы начали сооружение артиллерийских батарей и наблюдательных пунктов. Черноморский флот оказался в опасности.
Ситуация в Севастополе по состоянию на 30 апреля была очень странной. С одной стороны отряды большевиков на окраинах города продолжали сопротивление. В то же время в городе осуществлялась украинская агитация. После подписания мира с РСФСР представители этих двух противоборствующих сил вполне спокойно уживались в одном городе. Однако отношения Центральной Рады с Таврической Республикой были достаточно невыясненными, поэтому украинские агитаторы действовали на свой страх и риск. Ситуация с флотом тоже была не ясна. Он весь стоял под красными флагами, а крейсер «Алмаз» и некоторые эсминцы даже делали набеги на береговые коммуникации немецких войск.
Происходящие на Черноморском Флоте события описал в своей книге «Україна у війні за державність» генерал УНР Александр Удовиченко.:

В то время в Севастополе сосредоточился весь Черноморский флот, на котором всё ещё не развеялся революционный угар. Разстреляв множество офицеров, утопив десятки из них в море или спалив их в корабельных топках, матросы захватили всё руководство флота, создав революционный комитет. Известие о приближающемся к Севастополю украинском войске заставило весь этот бандитский элемент, руководивший флотом, серьёзно задуматься о своей судьбе, вместе с этим это дало возможность здравомыслящим матросам овладеть настроениями команд. Команды кораблей Черноморского флота состояли в основном из матросов украинской национальности, которые с приближением к Севастополю украинских войск смогли свободно проявить свои национальные чувства. Несмотря на препятствия и протесты со стороны матросов русской национальности, которые наиболее рьяно отстаивали идеи Интернационала, на всех кораблях начались митинги, на которых выносились постановления о том, что Черноморский флот является украинским флотом.
Оригинальный текст (укр.)На той час у Севастополі зосередився весь Чорноморський флот, де ще не розвіявся «революційний чад». Розстрілявши чимало офіцерів, потопивши десятки з них у морі чи спаливши їх у печах, матроси захопили все керівництво флоту, утворивши революційний комітет. Звістка про те, що до Севастополя наближається українське військо, примусила цей бандитський елемент, який керував флотом, серйозно задуматися над своєю долею, а разом з тим дала змогу поміркованій матроській масі опанувати настроями команд кораблів. Команди кораблів Чорноморського флоту складалися переважно з матросів української національності, які з наближенням українських військ до Севастополя могли відверто виявити своє національне обличчя. Незважаючи на перешкоди і протести матросів російської національності, що найбільш уперто відстоювали ідеї Інтернаціоналу, на всіх кораблях почалися мітинги, на яких виносили постанови про те, що Чорноморський флот є флотом України.

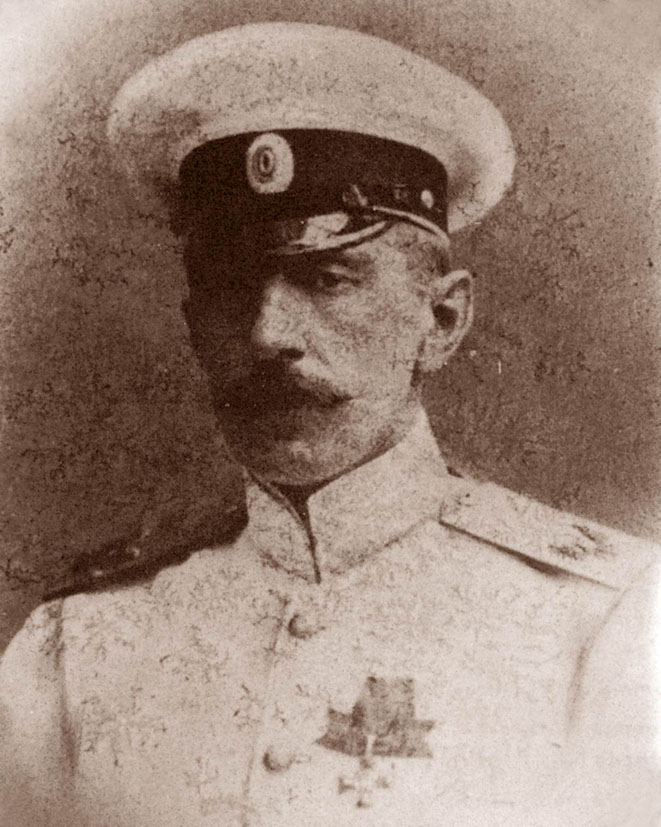
Адмирал Михаил Саблин, ком. Черноморским флотом в декабре 1917 — апреле 1918 гг.

Во флоте с новой силой возобновилась украинская агитация. Одновременно в последнюю неделю апреля на кораблях были проведены митинги.
Комфлотом Саблин поначалу долго не соглашался, но в связи с приближением германских войск, командующий принял решение передать все корабли Центральной Раде. 29 апреля 1918 года Михаил Саблин согласился поднять украинский флаг. Но всё это он делал только ради сохранения кораблей. Как свидетельствуют современники, Михаил Саблин находил украинизацию флота и подъём украинского флага лишь временным явлением. Он пытался сохранить Черноморский флот, пусть для этого и придётся временно поднять украинский флаг. Украинцы Севастополя всерьёз поверили в искренность его стремлений и доверяли Саблину, а большевики некоторое время были полностью дезориентированы известием о «переходе» Саблина на сторону Рады.
Позже, при Директории УНР даже будет учреждена памятная медаль.

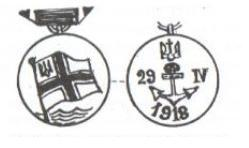
Медаль Украинского Флота, 1919 год.

29 апреля 1918 года в 16:00 Саблин отдал приказ:

«Флоту поднять Украинский флаг».

Центральной Раде в Киеве он телеграфировал:

«Сего числа Севастопольская крепость и флот, бывшие в Севастополе подняли украинский флаг. Командовать флотом приступил адмирал Саблин».

В этот же момент на штабном корабле флота, броненосце «Георгий Победоносец» был поднят сигнал-приказ:

«Приступил к командованию украинским Черноморским флотом. Адмирал Саблин»

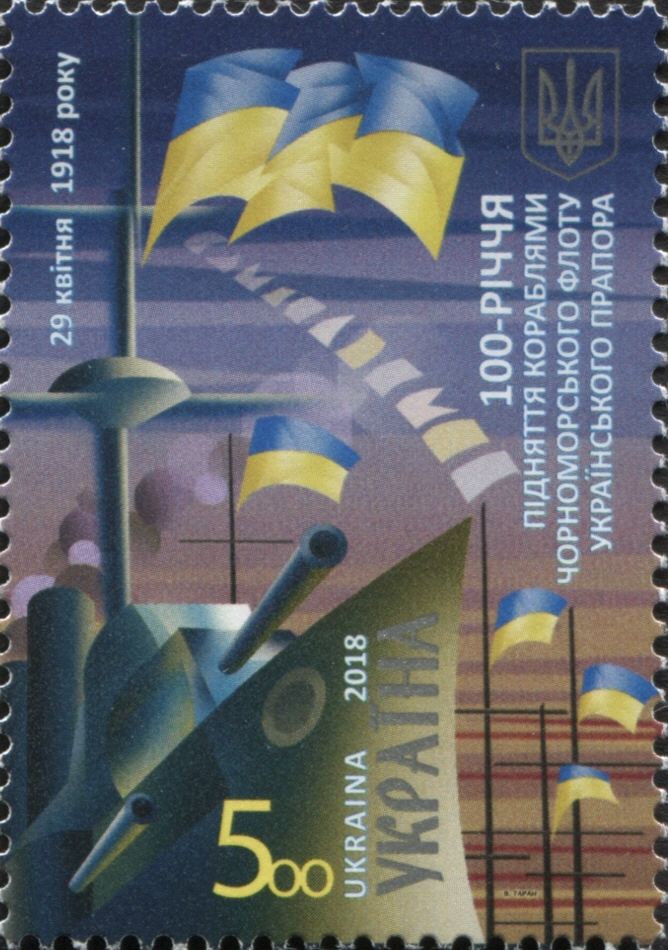
Марка Украины

Существует мнение, что украинские флаги были подняты кроме броненосца «Георгий Победоносец», на линкорах «Воля» и «Свободная Россия», а также на некоторых эсминцах. Экипажи остальных кораблей приняли решение оставаться под Андреевским флагом. Более того на фок-мачте эскадренного миноносца «Керчь» появился сигнал, означающий: «Позор и продажа флота».
Несмотря на приказ Саблина о подъёме украинского флага, на флоте, особенно на эсминцах Минной бригады, продолжало оставаться довольно сильное влияние большевиков.
29 апреля отказавшись исполнять приказ Саблина о поднятии украинского флага, в Новороссийск вышел отряд судов под красным флагом в составе эсминцев и миноносцев «Пронзительный», «Керчь», «Калиакрия», «Пылкий», «Поспешный», «Громкий», «Гаджибей», «Живой», «Жаркий», «Лейтенант Шестаков», «Капитан-лейтенант Баранов», «Сметливый», «Строгий», «Стремительный», транспортов «Оксюс», «Херсон», «Николай», «Александр Михайлович», а также нескольких блиндированных катеров. В полной боевой готовности, согласно дислокации, выработанной на совещании командиров этих кораблей, около 11 часов 30 минут вечера эсминцы начали выходить из Южной бухты в море, приказав транспортам, стоявшим на рейде и готовым к походу, следовать за собой.
Уходящим судам украинизированные экипажи от имени линейных кораблей «Воля» и «Свободная Россия» грозили в случае ухода расстрелом из орудий, на что эсминцы ответили угрозой минной атаки. Саблин приказал не препятствовать уходу этих кораблей. Германские войска, наблюдавшие этот эпизод с вершин севастопольских возвышенностей, поняли суть происходящей ситуации, и начали готовиться к наступлению. Увиденный ими уход кораблей под красным флагом подтверждал их точку зрения о том, подчиняться Украине не собирается.
Но здесь возникла проблема с признанием союзниками перехода флота на сторону Украины. Немецкое командование опиралось на факт отказа Украинской Центральной Рады от Крыма, что было оговорено при подписании мира с Германией и Австро-Венгрией. Это решение позволило союзникам требовать оставления Крыма войсками УНР. Отношения с немецкими союзниками обострились до предела. Крымская группа полковника Болбочана вскоре после этого требования вынуждена была покинуть полуостров. Немцы начали самостоятельное наступление на Севастополь.
Больше всего Саблин опасался, что из-за этого немцы откроют по его кораблям огонь, поэтому он в срочном порядке отправил телеграммы Центральной Раде, а навстречу немецким войскам им в качестве делегата флота был выслан капитан первого ранга Вячеслав Клочковский. Вместе с ним в составе делегации были украинские офицеры, капитаны первого ранга Михаил Остроградский и Николай Черниливский-Сокол. Однако немецкий генерал Роберт Кош не мог доверять Клочковскому, который только что приехал, как считали немецкие генералы, из занятого большевиками города. Немцы опасались ухода из города остальных кораблей, поэтому не дожидаясь дальнейшего хода событий, решили занять город своими силами.
Узнав о начавшемся немецком наступлении и не дождавшись ответа на посланную ранее в Киев телеграмму, адмирал Саблин на следующий день приказал оставшимся кораблям выйти из Севастополя. Поняв, что украинский флаг не обеспечивает флоту необходимой безопасности и не получив от Центральной Рады никаких гарантий насчёт этого, ночью 1 мая адмирал Саблин приказал заменить украинский флаг «нейтральным» Андреевским, и готовиться к выводу всего флота.
Контр-адмирал Саблин вновь перешёл на сторону большевиков, которые требовали вывода флота, и сумели убедить адмирала и часть моряков, что теперь только своевременный вывод флота из Севастополя обеспечит безопасность кораблям.
Таким образом, командующим украинского флота Саблин так и не стал. Он, несмотря на свой приказ о поднятии в городе и флоте украинского флага, отказывался подчиняться Генеральному штабу украинского флота и его представителю в Севастополе, что ясно говорило о его истинной цели поднятия украинского флага — это была лишь фикция, необходимая для маскировки реальных намерений адмирала, и естественно, для выигрыша времени.
Очевидно, что украинцам вести флот в Новороссийск не было совершенно никакой надобности. Русского патриота Саблина привлекала тогда возможность попытки увести флот к Деникину, и вероятность этой возможности заставила его снова перейти на сторону большевиков, естественно, как он полагал, что всё это лишь временно. Однако возможности передать Деникину флот ему не представилось. Позже, узнав о приказе Ленина о затоплении кораблей ЧФ, Саблин откажется выполнять этот приказ и, пользуясь моментом, уедет на север, после чего эмигрирует в Англию.
Вечером 1 мая, глава Военно-революционного комитета, печально известный организациями массовых расстрелов в Севастополе большевик Юрий Гавен передал Черноморскому флоту распоряжение Саблина, что «желающие уходить должны покинуть бухту до 12 часов ночи. После 12 выход будет закрыт и минирован». До 2 часов ночи в море вышли 12 эсминцев, 10 катеров и 8 транспортов. При этом эскадренный миноносец «Гневный», выходя на рейд, запутался в бонах и получив повреждения, мешавшие ему следовать дальше, выкинулся на берег и был взорван личным составом миноносца, а «Заветный», не имея возможности выйти в море, был затоплен командой прямо в порту. Корабли взяли курс на Новороссийск. Уже под обстрелом немецких батарей порт покинули линкоры «Воля» и «Свободная Россия» и пять миноносцев. 2 мая в Новороссийск пришли линейные корабли «Воля» (флаг командующего флотом адмирала Саблина), «Свободная Россия», эскадренные миноносцы «Дерзкий» и «Беспокойный».
Таким образом, 2 мая в Новороссийске оказались следующие корабли:
линкоры (дредноуты)
- «Воля» (флаг командующего флотом адмирала Саблина)
- «Свободная Россия»;

эскадренные миноносцы:
- 1-й дивизион: «Дерзкий», «Беспокойный», «Пронзительный»;
- 2-й дивизион: «Пылкий», «Громкий» и «Поспешный»;
- 3-й дивизион: «Керчь», «Гаджибей», «Фидониси» и «Калиакрия»,
- угольные миноносцы 2 ранга: «Капитан Баранов», «Лейтенант Шестаков»;
- 3 ранга: «Живой», «Жаркий», «Сметливый» и «Стремительный».

В ходе июньских событий в Цемесской бухте половина этих кораблей будет затоплена по личному распоряжению Ленина. Однако экипажи линейного корабля «Воля», 6 эсминцев и нескольких вспомогательных кораблей откажутся выполнять этот приказ, после чего на своих кораблях под украинским флагом вернутся в Севастополь, где будут вновь зачислены в состав украинского флота. В общем счёте, у Новороссийска большевики затопили дредноут «Свободная Россия», миноносцы «Пронзительный», «Калиакрия», «Гаджибей», «Капитан-лейтенант Баранов», «Лейтенант Шестаков», «Фидониси», «Сметливый», «Стремительный» и «Керчь», а восемь сторожевых катеров были перевезены в Царицын, где они стали основой большевистской Волжской флотилии.
Однако, часть флота осталась в порту. В Севастополе остались крейсера «Кагул», «Память Меркурия», «Прут», а также все устаревшие линейные корабли (2 и 3 бригады линейных кораблей — 7 додредноутов), миноносцы, и подводная бригада.
Ввиду того, что им не было известно о занятии всех укреплений немецкими войсками, на них была пробита боевая тревога. Под наведёнными на остатки флота орудиями, Михаил Остроградский 3 мая приказал экипажам своих кораблей спустить украинские флаги. Вместо них немцы подняли свои.
Обстоятельством, которое развязывало германцам руки и позволило им присвоить себе весь флот в Севастополе, было заявление Центральной Рады от 19 апреля 1918 года, в котором отмечалось что «всякие корабли, выступающие против германских войск или нарушающие требования Брестского мирного договора следует считать морскими призами». Саблин сам нарушил эти условия и выставил своим поступком весь Черноморский флот как нарушителя Брестского мира, притом он знал возможные последствия его нарушения, что лишний раз свидетельствует об истинных настроениях адмирала. Теперь проблему должен был решить призовой суд, однако, как выяснилось позже, немцы не торопились с его организацией.
Ещё одной причиной, по которой немцы забрали себе весь флот, был также формальный отказ Центральной Рады от притязаний на территорию Крыма, из-за чего возникал вопрос о легитимности перехода этого флота к УНР. Большое значение имели политические события, происходившие синхронно с вышеописанными — а именно политический кризис и отстранение от власти Центральной Рады с последующим провозглашением гетманата Скоропадского.

## Флот при гетмане Скоропадском

### Крымское правительство
1 мая 1918 Крым был оккупирован кайзеровскими войсками. 25 июня при поддержке немцев было создано первое Крымское краевое правительство, пост премьер-министра в котором получил бывший генерал-лейтенант царской армии М. А. Сулькевич. По мнению историка А. С. Пученкова, Германии было выгодно существование двух вассальных режимов на Юге бывшей Российской империи — Скоропадского и Сулькевича.
Отношения Крыма с правительством Скоропадского изначально не сложились. В интервью одной из ялтинских газет Сулькевич сказал:

«Моё правительство не было ни за Украину, ни против неё, а стремилось лишь к установлению добрососедских отношений […]. После того, как я сообщил в Киев о моём новом назначении, я неожиданно получил от украинского правительства телеграмму, адресованную мне как „губерниальному старосте“ на украинском языке. Я ответил, что я не „староста“, а глава правительства самостоятельного края, и что я прошу установить сношения между нами на общественном языке — на русском. Этот мой поступок объявили в Киеве „разрывом дипломатических отношений“. Мы, то есть крымское правительство, послало своего уполномоченного в Киев для установления экономического соглашения, но оно там натолкнулось на абсолютно закрытые двери».

Судьба Черноморского флота так и осталась нерешённой. Немцы предложили Украине заплатить за флот, как за общероссийское имущество, сумму порядка 200 миллионов рублей. Вопрос повис в воздухе, судьба флота так и осталась неразрешённой — чьим был флот во второй половине 1918 года: украинским, крымским или немецким — на этот вопрос, по мнению А. С. Пученкова, с правовой точки зрения ответить крайне сложно.

### Попытки преодоления сложившейся ситуации
Генерал Скоропадский, поддержанный командованием германской армии и всеукраинским съездом хлеборобов распустил Центральную Раду. На Украине была установлена монархическая форма государственного правления (гетманат). Гетманом Украины был избран один из организаторов украинизации военных частей, атаман Вольного казачества генерал Павел Скоропадский.
Министр иностранных дел Гетмана Д. Дорошенко сделал заявление о том, что Севастополь является ключом к Чёрному морю. В Крым выдвинулись германские и украинские войска.
В этот же день, не зная о роспуске Рады, адмирал Саблин приказал поднять флаги УНР, утверждённые Радой в марте 1918 года, над кораблями в Севастополе. Флаги были подняты на броненосце «Георгий Победоносец», линкорах «Воля» и «Свободная Россия», а также на некоторых эсминцах. Экипажи остальных корабли приняли решение оставаться под Андреевским флагом. Более того на фок-мачте эскадренного миноносца «Керчь» появился сигнал, означающий: «Позор и продажа флота».
На самом деле Саблину нужно было лишь временно обезопасить корабли от вероятной германской агрессии, что и было истинной причиной поднятия Саблиным украинского флага.
От войск Центральной Рады практически не осталось и следа: после заключения мира с большевиками большая их часть просто разошлась по домам (так как фактически все военные формирования Центральной Рады были милиционного типа, а регулярной армии Рада не имела), а единственные формирования Центральной Рады, представлявшие серьёзную силу — 2 дивизии Синежупанников — были разоружены германцами в середине апреля в силу своей неблагонадёжности и слабой дисциплины. Примерно такой же была ситуация с фиктивно существовавшим и бездействующим флотом в Одессе, бывшим по сути дела в руках Рады лишь корабельным имуществом.
Старое республиканское военное министерство было частично расформировано. Гетман начал привлекать на украинскую службу русских адмиралов и генералов. 4 мая был сформирован министерский состав Украинской Державы, исполняющим обязанности министра был назначен капитан первого ранга Николай Лаврентьевич Максимов, 6 месяцев пробывший на этой должности, и приложивший немало усилий для наведения порядка во флоте. Как писал в своих воспоминаниях гетман, «…этот человек был искренне преданный своему делу и выбивался из сил, чтобы как-нибудь собрать остатки того колоссального имущества, которое ещё так недавно представлял наш Черноморский флот».

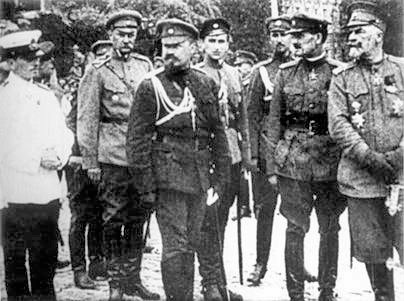
Служащие военного министерства Украинской Державы — Николай Лаврентьевич Максимов (крайний слева) и военный министр генерал Александр Францевич Рагоза (крайний справа).

На момент прихода Скоропадского к власти весь флот был захвачен немцами.
Затруднял переговоры о флоте и тот факт, что Крым в это время был автономен (действовало правительство генерала Сулькевича, татарина по национальности), возникали проблемы с притязаниями Украины на флот.

### Наземные формирования
23 мая 1918 года был издан указ «О начале формирования бригады Морской пехоты в составе трёх полков для несения службы».
Задачей Морской пехоты было несение службы на побережье государства и военно-морских крепостях, а также, осуществление десантных операций. Система береговой обороны в соответствии с вышеупомянутым указом делилась на три части. Вице-адмиралом А. Покровским был разработан план дислокации частей будущего Корпуса морской охраны северо-западного района Чёрного моря. Система охраны побережья делилась на 3 района морской охраны:
- первый район — от западной границы Украинского Государства до Сычавки;
- второй район — от Очакова до Николаева;
- третий район — от Станислава до Херсона и Перекопа.

Управление Корпуса морской обороны находилось в Одессе. Штаб 2-го отдела береговой обороны находился в Николаеве, его 1-й артиллерийский батальон состоял из трёх тяжёлых артиллерийских батарей Очакова, 2-й артиллерийский батальон состоял из двух батарей (в каждой по 4 орудия) и находился также в Николаеве. В состав 2-го отдела береговой обороны входили 2-й полк морской пехоты, 2 батальона которого были в Николаеве, а третий батальон этого полка дислоцировался в Очакове, здесь же должен был разместиться 2-й эскадрон морской кавалерии. Формирования морской кавалерии должны были быть расположены следующим образом: 1-й эскадрон в Одессе, 2-й в Очакове, 3-й в Перекопе. Как в Одессе, так и в Николаеве были размещены два инженерных взвода (телеграфный и телефонный), в Очакове находилась полурота сапёров и мотоциклетная команда.

### Летом 1918

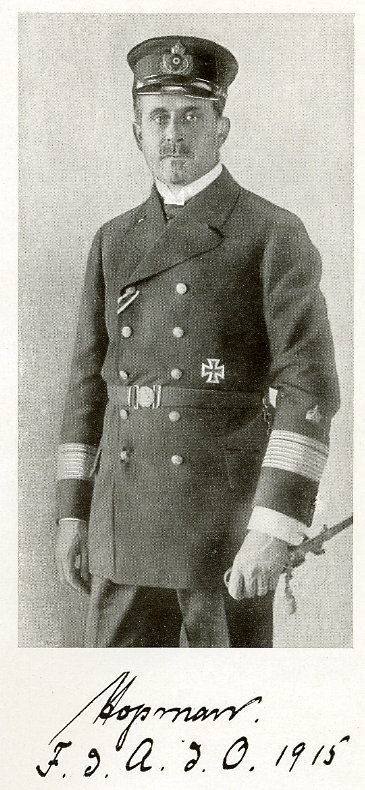
Контр-адмирал (позднее — вице-адмирал) Альберт Гопман, германский военно-морской атташе в Украинской Державе.

Украинской Державе прямо не подчинялся ни один военный корабль.
В дневнике директора Украинского Телеграфного Агентства и главы Державного Бюро Прессы Дмитрия Донцова, известного в будущем своими национальными теориями, имеется следующая запись:

Вечером был у гетмана. Боялся, что не удастся увидеть. Как раз у него были морской министр, потом начальник его штаба, потом пришёл Мумм, бывший во дворце впервые по возвращении из Крыма. Но всё же удалось дождаться. Гетман опроверг мне слухи о том что наша армия не формируется. Похвалился, что с флотом хорошо. Большевикам признали балтийский флот, нам черноморский. Но, как он доверительно мне сказал, не полностью. Подводные лодки и ещё некоторую мелочь немцы забирают себе за деньги. Заявили они гетману, что Украине нужен только оборонительный флот…
Оригинальный текст (укр.)Увечері був у гетьмана. Боявся, що не вдасться побачити. Якраз був у нього перш морський міністр, потім начальник його штабу, потім прийшов Мумм, уперше — по повороті з Криму — в палаці. Але все ж удалося дочекатися. Гетьман здементував мені чутки, як брехливі, про те, що наша армія ще не формується. Похвалився, що з фльотою добре. Москалям признали балтійську фльоту, нам — чорноморську. Але, довірочно заявив мені, що не цілу. Підводні човни і ще деякий дріб’язок забирають німці собі за гроші. Заявили вони гетьманові, що Україні потрібна ж тільки оборонна фльота…

9 эсминцев и 4 подводные лодки («Буревестник», «Орлан», «Утка», «Гагара», получившие имена US1 — US4 соответственно) немцы включили в состав своего флота, укомплектовали своими экипажами и использовали в своих целях.
На боевых кораблях, которые 1 мая ушли в Новороссийск, был проведён матросский референдум. Треть личного состава под воздействием командира линкора «Воля» капитана 1 ранга А. И. Тихменева, которого назначили начальником Морских сил, отказалась топить свои корабли, и приняла решение о возвращении в Севастополь. Утром 17 июня 1918 года линкор «Воля», семь эсминцев, а также посыльная яхта «Креста» и гидрокрейсер «Император Траян» взяли курс на Севастополь под Андреевскими флагами. Им в след на остающихся кораблях были подняты флажные сигналы просигналил: 

Судам, идущим в Севастополь: позор изменникам России!— 

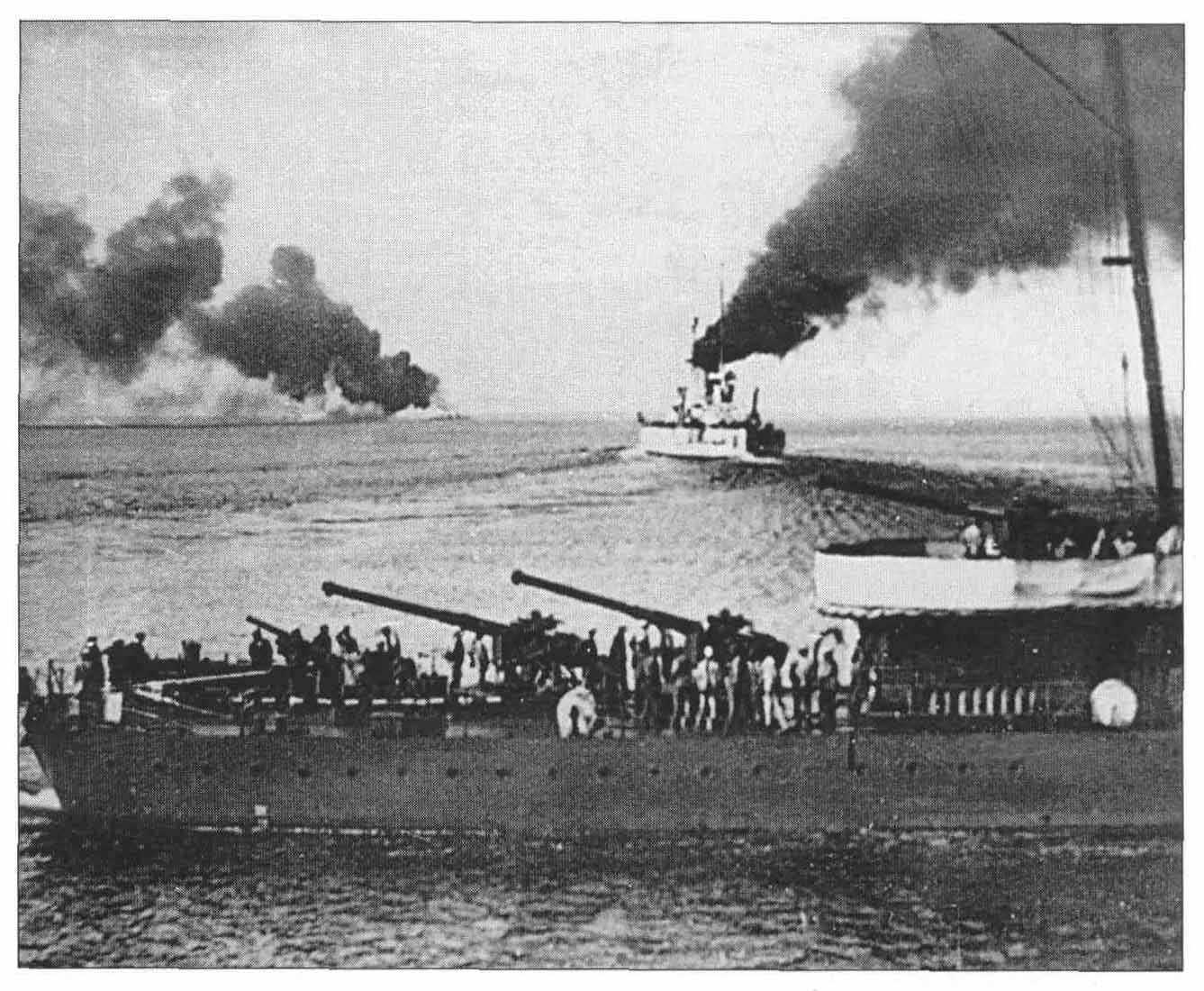
Линейный корабль Воля уходит из Новороссийска в Севастополь.

Через два дня эти корабли пришли к месту назначения, немцы их поставили на прикол в Стрелецкой бухте.
Немец-очевидец событий так описывал свои впечатления от встречи с этим кораблём:

Но всё остаётся спокойным, корабли бросают якоря на рейде. В 12 часов дня мы на пароходе выходим на рейд и начинаем разоружение. Чёрт побери! Что за корабль, эта «Воля»! Наши специалисты безмолвны, когда они осознают боевую мощь этого корабля. Но вскоре с ней покончено. Друг за другом снимаются затворы орудий и грузятся на пароход, затем туда перемещаются торпеды и разобранные части радиостанций. Всё снабжается бирками и точно регистрируется. Снятые части передаются в морской арсенал в Севастополе. Сразу же на следующий день корабли могут войти в базу и стать у причалов. Весь русский Черноморский флот стоит разоружённым. Таков конец!

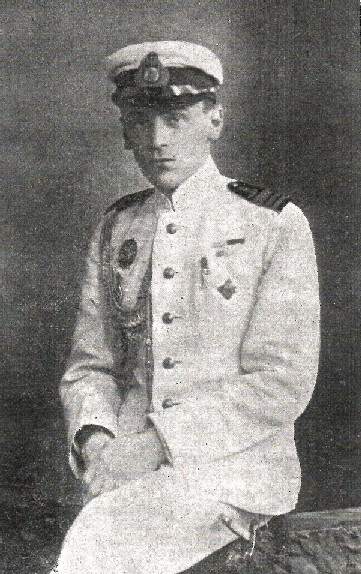
Святослав Александрович Шрамченко в униформе лейтенанта Державного Флота.

Матросская форма флота Украинской Державы наследовала российские и европейские образцы, была белого и тёмно-синего цвета. Матросский гюйс имел две (синюю и белую) полоски вокруг. Ремень был белого цвета с латунной бляхой и выбитым на ней трезубцем с якорем. Матросский состав пользовался нарукавными знаками отличия, погоны были только на шинелях для холодной погоды.
При Директории серьёзные изменения произошли лишь в форме морской пехоты. Как известно, летом 1919 усилиями морского ведомства был организован 1-й гуцульский полк морской пехоты, чуть позже 2-й, который комплектовался из жителей Надднепрянской Украины. Для офицеров морской пехоты УНР была установлена новая морская форма, представлявшая собой чёрного цвета френч, чёрные штаны-галифе (с красными или золотыми лампасами, в.з. от старшинства). У локтя нашивался ромбический шеврон с красной выпушкой, на котором был вышит золотого цвета якорь (у нижних чинов — якорь был чёрного цвета). Якорь золотистого цвета присутствовал и на погонах. На погонах, помимо этого жёлтым цветом была обозначена принадлежность их владельца к 1-му или 2-му полку морской пехоты. Нарукавные знаки отличия для офицеров представляли собой малиновые галуны, для унтер-офицеров — жёлтые шевроны под жёлтым якорем. Головным убором была установлена фуражка с чёрным околышем и кокарда общеармейского образца.
Другим нововведением, которое отразилось на внешнем виде украинского моряка, стало утверждение при Директории памятной флотской медали — в память о событиях 29 апреля 1918 года, когда Черноморский флот поднял украинский флаг. На лицевой стороне медали был изображён военно-морской флаг, на обратной стороне якорь, над ним трезубец; слева от якоря цифра «29», справа «IV», внизу под якорем «1918». Медаль носилась на голубой ленте с двумя жёлтыми полосками. Рядом с новыми наградами продолжали носиться старые знаки имперского периода.

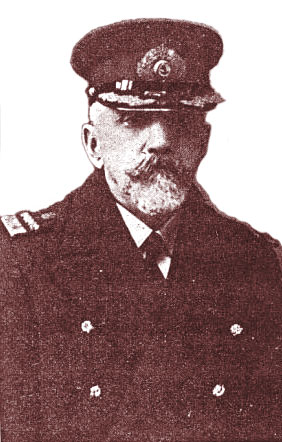
Генерал-хорунжий Владимир Савченко-Бельский в униформе Державного Флота.

В связи с вероятной скорой передачей Украине всего флота, морским министерством был поднят вопрос об организации боевой тактики будущего флота. Командиром севастопольского флотского полуэкипажа, полковником (с 1919 г. — генерал-хорунжий) Владимиром Савченко-Бельским была предложена следующая тактика. Часть флота в будущем предлагалось перевести на новую базу в Тендровский залив. В самой Тендровской косе планировалось прорыть ещё один секретный проход, для того чтобы неприятель не смог закупорить находящийся в бухте украинский флот. Большое значение уделялось лёгким морским силам —эсминцам, подводным лодкам канонерским и минным судам. Предполагалось перенести на море методы позиционной войны — минные поля должны были представлять собой непреодолимые врагу рубежи вроде колючей проволоки и рогаток в окопной войне. Возле минных полей планировалось устраивать засады и постоянное дежурство лёгкими и сторожевыми кораблями, а также подводными лодками. Также планировалось усилить батареи на Тендре и у Одессы. Касательно подводной войны, полковник Савченко-Бельский предлагал в случае войны с каким либо черноморским государством вести исключительно ограниченную подводную войну в рамках действующего морского призового права. Также он полагал, что роль подводной лодки как военного средства в скором будущем упадёт, так как к 1918 году уже были разработаны эффективные методы борьбы с подводными судами.

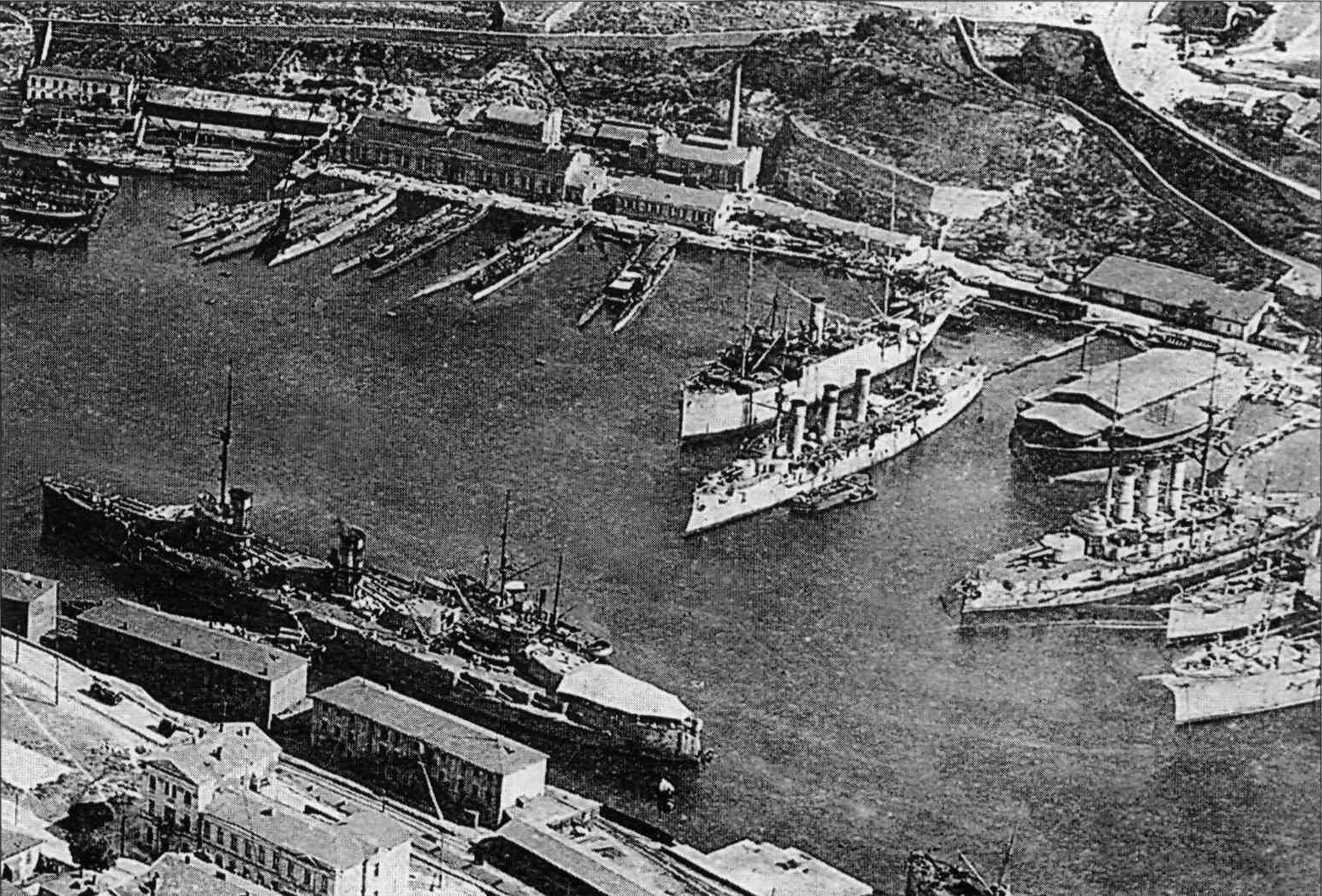
Южная бухта Севастополя, 25 августа 1918 года. Линкоры «Воля», «Иоанн Златоуст», крейсер «Память Меркурия», эсминцы и т. д.

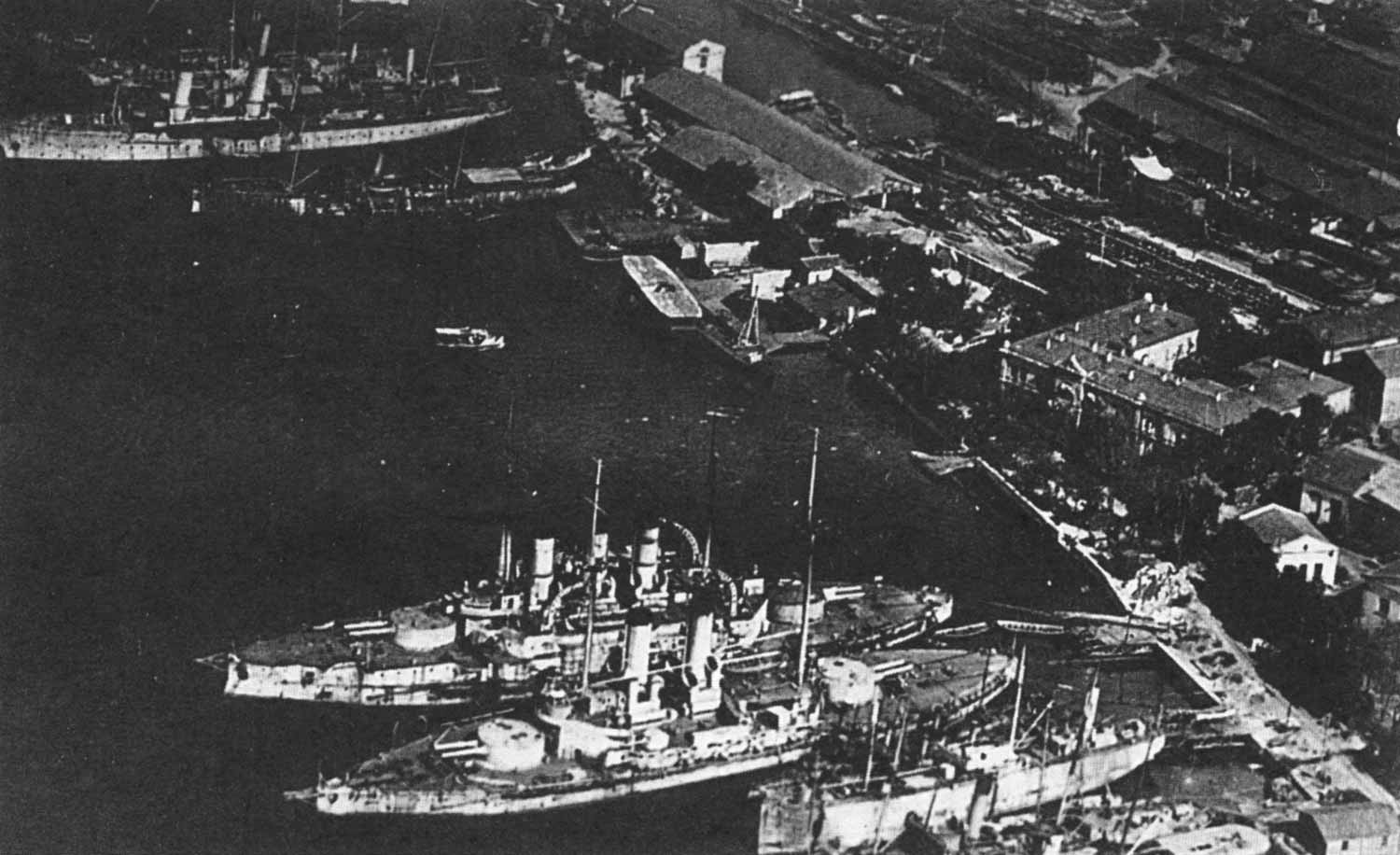
Корабли в Севастополе, 1918 год. Линкоры «Три Святителя», «Борец за свободу» и т. д.

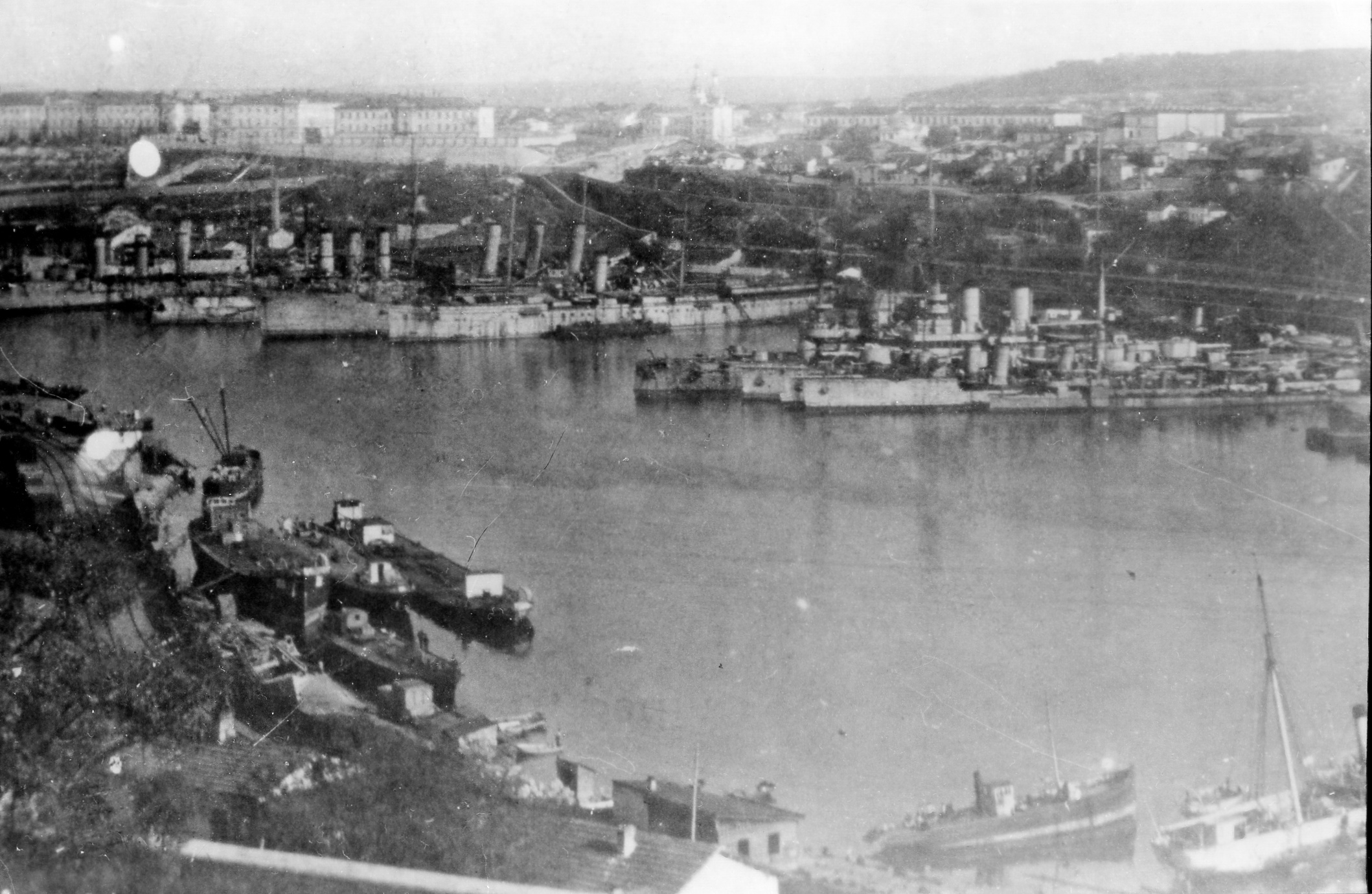
Южная бухта Севастополя, 1918 год. Линкоры «Ростислав», «Синоп», «Евстафий», крейсер «Память Меркурия», эсминцы и т. д.

17 августа 1918 года капитан 1 ранга Юрий Свирский отбыл с делегацией в Берлин. В делегации также находились высшие государственные чиновники Украины в том числе председатель совета министров Фёдор Лизогуб. Среди рассматриваемых украинской делегацией вопросов на первом месте стоял вопрос о скорейшей организации призового суда. В первую очередь Свирский требовал возвращения линкоров, эсминцев и крейсеров, базировавшихся в Севастополе. Как вспоминал гетман, «поездка эта в Берлин дала хорошие результаты, и вопросы Крыма и флота, казалось, разрешены в нашу пользу[…]По вопросу флота дело тоже как будто налаживалось[…]но немцы, как выяснилось…связывали это с расчётом наших денежных обязательств с Германией». В общем, немцы предложили Скоропадскому без призового суда просто сразу купить весь оставшийся в их руках Черноморский флот «всего» за 200 млн рублей. Далее гетман вспоминал:

«несмотря на величину суммы, я считал, что флот составлял значительно большую стоимость[…]и заслуживает того, чтобы эту сумму выплатили, раз другого способа завладеть им не было»

Однако министр финансов Ржепецкий отговорил гетмана от этого решения. Это была вторая и последняя возможность Украины вернуть себе весь флот до организации призового суда, однако эта возможность не была использована, так как названную немцами сумму министр Ржепецкий посчитал слишком большой. Опять был упущен реальный шанс возвращения всего флота.

«Поездка Лизогуба в Берлин принесла много пользы, но дело было не окончательно выяснено, флот был ещё в неопределённом положении»
 — писал гетман.

### Высадка Антанты
Время шло, а германское руководство по-прежнему держало Черноморский флот под своим флагом и не передавало его Украинской Державе.
В ходе визита в Германию Гетман посетил германскую ставку в Спа, где он встречался с германским фельдмаршалом Гинденбургом и генералом Людендорфом, и Киль, где он встретился с принцем Генрихом, братом кайзера, который устроил гетману небольшую экскурсию по кораблям германского флота. Гетман затем с большим теплом вспоминал, что:

Я ездил на подводной лодке, причём она маневрировала и погружалась на глубину. Мне, никогда не видевшего этого, всё казалось очень интересным <…> После этого под звуки «Ще не вмерла Украины», я перешёл на пароход, и меня познакомили с Кильским каналом.

11 ноября закончилась Первая Мировая война. Германские войска по заключённому с Антантой перемирием должны были оставить территорию Украины. Намерениям гетмана создать национальный флот не было суждено сбыться, так как руководство Антанты расценивало Украинскую Державу как германского сателлита.
Пока гетман пытался наладить дипломатические контакты с руководством Антанты, в Украинской Державе произошёл антигетманское восстание. Главным поводом для него стала федеративная грамота, принятая гетманом в начале ноября для возможности установления переговоров с Антантой, а также неразрешённость аграрного вопроса. За короткое время Петлюре удалось привлечь на свою сторону значительные силы — на сторону восставших перешли части Сечевых Стрельцов и Серожупанников. На Украине начиналась гражданская война. Вечером 14 ноября Петлюра, освобождённый за несколько дней до того из-под ареста, уехал в Белую Церковь к Сечевым Стрельцам, которые в тот же день начали наступление на Фастов. Уже 18 ноября, под станцией Мотовиловкой, что в 40 километрах от Киева произошло первое серьёзное столкновение восставших с Сердюцкими частями.
Германские оккупационные власти передали УНР Пинскую речную флотилию, 23 ноября был издан приказ № 643/322, про послание на эту флотилию комиссии под командованием капитана 1 ранга Ильютовича.
Не признав новую власть в лице Директории УНР, Антанта передала черноморский флот белым генералам Врангелю и Деникину.
Не поддержав происходящих изменений и не признав нового республиканского правительства с его радикальными настроениями, на сторону белых перешли адмиралы Покровский, Максимов, Канин, Клочковский, Гадд, Бурлей, Фабрицкий и многие другие.